# Glasgow Coma Scale
La Glasgow Coma Scale, dall'inglese Scala del coma di Glasgow o Scala di Glasgow o scala GCS (nota anche in medicina come Glasgow Coma Score, "punteggio del coma di Glasgow") è una scala di valutazione neurologica utilizzata da personale medico e infermieristico per tenere traccia dell'evoluzione clinica dello stato di coscienza di un paziente traumatizzato.
Essa si basa su tre tipi di risposta agli stimoli (oculare, verbale e motoria) e si esprime sinteticamente con un numero che è la somma delle valutazioni di ogni singola funzione (Eye, Verbal, Motor). Il massimo punteggio è 15 (14 nella prima versione proposta della scala), corrispondente ad uno stato di coscienza normale, e il minimo 3 che indica un profondo stato di incoscienza.
Quindi, contrariamente a quello che potrebbe far pensare il nome, non è una gradazione del coma, ma una scala per tenere conto della gravità del trauma in virtù di quanto è interessato lo stato di coscienza.

## Storia
La Glasgow Coma Scale è stata inizialmente pubblicata e proposta per la prima volta nel 1974 presso l'Università di Glasgow dai professori di neurochirurgia Graham Teasdale e Bryan Jennett. Il punteggio viene utilizzato per descrivere oggettivamente l'estensione della compromissione della coscienza in tutti i tipi di pazienti affetti da condizioni mediche acute e traumi. La scala valuta i pazienti in base a tre aspetti di reattività: apertura degli occhi, risposta motoria e risposta verbale. La presentazione separata di ciascuno di questi elementi fornisce un quadro chiaro e comunicabile dello stato del paziente.
Le valutazioni di ciascun componente della scala possono essere aggregate in uno score totale, che offre una descrizione meno dettagliata ma può fornire un utile riassunto "abbreviato" della gravità complessiva. L'espressione del punteggio è la somma dei punteggi dei singoli elementi. Ad esempio, un punteggio di 10 potrebbe essere espresso come GCS10 = E3V4M3.
L'uso della scala si diffuse negli anni 1980, quando la prima edizione del Supporto Avanzato al Trauma e alla Vita raccomandò il suo utilizzo in tutti i pazienti traumatizzati. Inoltre, la Federazione Mondiale delle Società Neurochirurgiche (WFNS) lo utilizzò nella sua scala per la classificazione dei pazienti con emorragia subaracnoidea nel 1988. La scala ed il suo punteggio totale sono stati successivamente incorporati in numerose linee guida cliniche e sistemi di punteggio per le vittime di traumi o malattie critiche. Questi riguardano pazienti di tutte le età, inclusi bambini in età preverbale. La valutazione tramite scala di Glasgow è un componente richiesto dagli Elementi Comuni dei Dati NIH per gli studi sulle lesioni cerebrali e dalla revisione dell'ICD 11 ed è utilizzato in più di 75 paesi.

### Versioni
La scala del coma di Glasgow predominante in uso è la scala dei 15 punti, questa scala è stata modificata in realtà ed è più correttamente indicata come scala del coma di Glasgow modificata. La scala originale era una scala a 14 punti, omettendo la categoria di "flessione anormale". Alcuni centri usano ancora questa scala più vecchia, ma la maggior parte (inclusa l'unità di Glasgow in cui è stato svolto il lavoro originale) ha adottato quella modificata. La revisione più diffusa è la versione con risposta motoria e verbale semplificata che accorcia le rispettive sezioni del GCS senza perdita di precisione.

## Elementi della scala
A ogni tipo di stimolo viene assegnato un punteggio e la somma dei tre punteggi costituisce l'indice GCS; in alternativa, tale indice può venire espresso in forma analitica (EVM) con i tre punteggi separati. L'indice può andare da 3 (nel caso E1 V1 M1) a 15 (nel caso E4 V5 M6).
Generalmente, le lesioni cerebrali sono classificate come:
- Grave, con GCS ≤ 8
- Moderata, GCS 9-13
- Minore, GCS ≥ 14.

|                  | 1                   | 2                                | 3                                        | 4                                            | 5                                             | 6                    |
| Apertura occhi   | Nessuna             | Allo stimolo doloroso            | Allo stimolo verbale                     | Spontanea                                    | N/A                                           | N/A                  |
| Risposta verbale | Nessun suono emesso | Suoni incomprensibili            | Parla e pronuncia parole, ma incoerenti  | Confusione, frasi sconnesse                  | Paziente orientato, conversazione appropriata | N/A                  |
| Risposta motoria | Nessuna risposta    | Estensione allo stimolo doloroso | Anormale flessione allo stimolo doloroso | Flessione / Retrazione allo stimolo doloroso | Localizzazione dello stimolo doloroso         | Obbedisce ai comandi |

### Utilizzo pediatrico
La scala di Glasgow può essere utilizzata nei bambini di età superiore ai 5 anni senza modifiche. I bambini più piccoli e i neonati non sono in grado di fornire le risposte verbali necessarie affinché il professionista possa utilizzare la scala per valutare la loro orientamento o obbedire ai comandi per valutare la loro risposta motoria. Poiché un punteggio di Glasgow Pediatrico è stato descritto inizialmente ad Adelaide, sono state apportate diverse modifiche senza che ne sia stata accettata universalmente una particolare. Le versioni seguenti derivano da quelle di James e della Rete di Applicazione della Ricerca per le Cure di Emergenza Pediatriche.
|                  | 1                   | 2                                | 3                                        | 4                                            | 5                               | 6                               |
| Apertura occhi   | Nessuna             | Allo stimolo doloroso            | Allo stimolo verbale                     | Spontanea                                    | N/A                             | N/A                             |
| Risposta verbale | Nessun suono emesso | Gemiti allo stimolo doloroso     | Pianto allo stimolo doloroso             | Irritabile/Pianto                            | Balbettio                       | N/A                             |
| Risposta motoria | Nessuna risposta    | Estensione allo stimolo doloroso | Anormale flessione allo stimolo doloroso | Flessione / Retrazione allo stimolo doloroso | Flessione / Retrazione al tocco | Movimento spontaneo ed autonomo |

## Rilevanza clinica
La valutazione della reattività tramite il punteggio totale è ampiamente utilizzata per guidare la gestione precoce dei pazienti con lesioni al cranio o altre tipologie di lesioni cerebrali acute. Nelle condizioni di pazienti con compromissione più grave, le decisioni includono interventi urgenti come il controllo delle vie respiratorie e il triage per determinare il trasferimento del paziente. Nelle condizioni di pazienti con compromissione meno grave, le decisioni comprendono la necessità di esami di neuroimaging, l'ammissione per osservazione o la dimissione. Le valutazioni seriali del risultato sono altresì cruciali nel monitorare l'evoluzione clinica di un paziente e nell'orientare le modifiche nella gestione.
Le informazioni ottenute dai tre componenti della scala variano lungo lo spettro di reattività. Le modifiche nella risposta motoria sono il fattore predominante nei pazienti con compromissione più grave, mentre la reazione degli occhi e la risposta verbale sono più utili nei gradi minori. Nei singoli pazienti, i risultati clinici nei tre componenti dovrebbero pertanto essere riportati separatamente. Il punteggio totale comunica un indice di riepilogo complessivo utile, ma con una certa perdita di informazioni.
Sia nei pazienti pediatrici infanti, sia in quelli verbali, il punteggio totale rappresenta un indicatore accurato per le lesioni cerebrali traumatiche clinicamente rilevanti come ad esempio, lesioni che richiedono intervento neurochirurgico, intubazione per oltre 24 ore, ospedalizzazione per più di due notti o che causano il decesso.
Lo score di Glasgow è stato incorporato in numerose linee guida e punteggi di valutazione, tra questi sono inclusi le linee guida sul trauma, la Fondazione per le Lesioni Cerebrali, i sistemi di punteggio per le terapie intensive (APACHE II, SOFA) e ACLS.

### Relazione tra punteggio e outcomes
Una relazione tra le valutazioni del punteggio (tipicamente riportate come punteggio GCS totale) e l'outcome del paziente è stata chiaramente dimostrata da Gennarelli et al., che hanno mostrato l'esistenza di un'associazione continua e progressiva tra l'aumento della mortalità dopo una lesione alla testa e la diminuzione del punteggio GCS da 15 a 3. Questa associazione è stata riscontrata in molti altri studi successivi. Anche i risultati per le risposte oculari, verbali e motorie sono correlati all'esito, ma in modi distinti, in modo che la valutazione di ciascuno separatamente fornisca più informazioni rispetto al punteggio totale aggregato.
Tuttavia, sebbene sia una delle caratteristiche prognostiche cliniche più potenti, né il punteggio GCS né alcuna singola caratteristica isolata dovrebbero essere utilizzati per prevedere l'esito di un singolo paziente. Ciò perché le implicazioni prognostiche del punteggio sono influenzate da diversi fattori. Questi includono la diagnosi e, nel caso di traumi, la causa e la presenza di lesioni extracraniche, fattori legati al paziente come l'età e altri indici clinici (come il malfunzionamento pupillare e le scoperte di imaging). Il punteggio GCS è un componente chiave di modelli multifattoriali per la previsione degli esiti, come negli studi IMPACT e CRASH.

## Limiti e nuove proposte
La scala di Glasgow è meno adatta ai bambini, specialmente sotto i 36 mesi di età, quando il piccolo paziente non ha ancora sviluppato una padronanza del linguaggio: per questo è stata messa a punto la Pediatric Glasgow Coma Scale, una versione modificata da applicare ai bambini più piccoli.
La scala GCS è stata messa sotto accusa da alcuni ricercatori che contestano la scarsa affidabilità inter-scala e la mancanza di utilità prognostica. Sebbene non vi siano alternative universalmente accettate, le scale più recenti come la scala motoria semplificata e la scala FOUR score sono state sviluppate come miglioramenti della GCS. Sebbene l'affidabilità inter-scala di queste scale più recenti è stata giudicata leggermente superiore a quella della scala GCS, non hanno ottenuto il consenso generale per l'adozione. Molti lavori vengono tuttora pubblicati con nuove proposte di miglioramento della scala.